# Досо (місто)
Досо (фр. Dosso) — місто, адміністративний центр однойменного регіону, південно-західний Нігер.

## Географія
Розташоване за 130—140 км на південний схід від столиці країни, міста Ніамей, на дорозі, що веде з Зіндеру в Бенін. Є центром міського округу Досо.

## Історія
У доколоніальний період місто було столицею королівства Досо, влада якого поширювалася на всю територію проживання місцевого народу джерма. Місцеві правителі мали титул «Джермако́й» або «Зармако́й», що можна перекласти як «Володар Джерми».

## Цікаві
У 2006 році Палац Джермакоя і музей були визнані ЮНЕСКО кандидатами в об'єкти світової спадщини.